# Desarrollo del pelo
El desarrollo del pelo, un apéndice cutáneo como lo son las plumas y escamas, empieza con una serie de interacciones inductivas y recíprocas entre epitelio y mesénquima, mediadas por una compleja cascada de señalización en la que intervienen dos tipos de proteínas: Wnt y FGF. En los humanos el pelo tiene un complejo ciclo de vida, dependiendo de la parte del cuerpo en la que se desarrolla un folículo se va a dar una variación en la longitud de los pelos. Por ejemplo, el pelo de las pestañas crece corto y nunca sobrepasa cierta longitud mientas que el pelo en el cuero cabelludo crece indefinidamente. Los patrones de tamaño y grosor del pelo están determinados por factores paracrinos y endocrinos. Adicionalmente a esta variación normal, también existen mutaciones que interfieren con el desarrollo normal del pelo.

## Desarrollo temprano
Células dermales bajo la epidermis del embrión inician el proceso de la formación de la “placode” que se da por una agregación de células que se elongan y se dividen hasta hundirse en la dermis por ingresión. Como respuesta a esto, las mismas células que dirigieron todo el proceso forman un nodo llamado papila dermal. Este nodo estimula la división de las células madre que posteriormente se van a diferenciar en un tallo de pelo keratinizado. Esta estructura termina por rodear completamente la papila dermal formando la raíz del pelo exactamente encima de la papila. Mientras se forman las glándulas sebáceas y aparecen los primeros gránulos de melanina, se va formando el canal del pelo (folículo) que se abre hasta atravesar toda la epidermis permitiendo que el pelo crezca hacia el exterior del cuerpo.

## Glándulas sebáceas y melanocitos
Mientras las células madre se están diferenciando cerca a la papila dermal, empiezan a desarrollarse las glándulas sebáceas que secretan sebo, una sustancia aceitosa que ayuda a proteger el pelo y que además, mezclándose con otra sustancia recubre al feto en el momento del nacimiento. 
Mientras el tallo keratinizado rodea la papila dermal, se forman los melanocitos: células encargadas de producir el pigmento que da color al pelo.  

## Crecimiento
En un lado del folículo piloso, se forma una estructura de origen epitelial que guarda 2 tipos de células madre adultas: las células multipotentes del folículo piloso y células madre productoras de pigmentos. 
Estas células madre epiteliales forman la unidad básica de proliferación del tallo ya que regeneran el tallo del pelo de forma periódica y generan el pigmento que colorea el pelo.

## Factores involucrados en el crecimiento
Fgf18 y BMP6 factores paracrinos producidos cerca del epitelio parecen ser responsables de aumentar el tiempo que dura el ciclo celular